# Самудрагупта

Монета индийского императора Самудрагупты. Золотой динар. Масса 7,71 г. Чеканен между 330 и 380 годами н. э. Лицевая сторона: царь Самудрагупта сидит на диване с высокой спинкой и играет на музыкальном инструменте. Вокруг головы нимб. Оборотная сторона: богиня Лакшми сидит на стуле, держит рог изобилия и диадему. Диадема символизирует покровительство богини царю.

Самудрагупта — индийский император из династии Гуптов, сын Чандрагупты I и отец Чандрагупты II. Правил почти полвека — приблизительно с 330 по 380 годы. В индийскую историю вошёл как олицетворение идеального правителя. Предание наделило его героическими чертами («тело носило отпечаток сотен боевых ран»), а также приписало ему страсть к музыке и стихосложению.
Владения Самудрагупты простирались от Бенгалии до Сангама. Поначалу его право наследовать престол оспаривало множество родственников. Первые годы царствования были отданы борьбе с ними. После этого Самудрагупта обратил свои взоры на юг. Раджи с юга Индии были вынуждены выплачивать ему дань, а самый могущественный из них, правитель Вишнугопа из канчипурамской династии Паллава, едва не лишился престола. Присоединение земель продолжалось и на севере. К концу царствования Самадрагупта властвовал над всей долиной Ганга. Восточная Бенгалия, восточный Пенджаб, племена Раджастхана и Непала были обложены данью. Об этом свидетельствует надпись на колонне Ашоки в Аллахабаде.
Судя по начертаниям на монетах Самудрагупты, среди богов он был особенно привержен Вишну. Существует гипотеза, что именно при Самудрагупте окончательно оформилась классическая система разделения на касты (см. брахманизм).

## Исторические источники
Сын основателя магадхской царской династии Гуптов Чандрагупты I, Самудрагупта вошёл в историю Древней Индии как правитель, который поставил перед собой цель восстановить военную мощь, славу и границы бывшей империи Маурьев. Для этого он существенно реорганизовал свою армию, увеличив количество боевых слонов и конницы и предпринял целую серию завоевательных войн. Историк Артур Винсент Смит называл Самудрагупту «индийским Наполеоном». Подробные сведения о периоде правления Самудрагупты сохранились в виде надписи-панегирика, составленной поэтом Харисеной и выгравированной на том же столбе, на котором царь Ашока века назад вырезал свои указы. Эти надписи имеют контрастный характер: указы Ашоки написаны на простом языке и говорят о мире и справедливости; Самудрагупта высказывался на элегантном и классическом санскрите, который прославляет войну. О деятельности Самудрагупты свидетельствует яванский текст «Тантрикамандака» и описания китайского писателя Ван Сю, изучавшего буддизм.

## Завоевания Самудрагупты
На начало правления Самудрагупты в государство Гуптов входили современная северная Индия, северный Бихар и западная Бенгалия. Действуя по просьбе умирающего отца, молодой правитель приступил к реализации высшего индуистского политического идеала: завоевать четыре стороны арийского мира. Панегирик разделяет противников Самудрагупты на четыре категории: убитые правители, чьи владения Самудрагупта добавил к своим владениям, побеждённые правители, но освобождённые из милости завоевателя, «соседние» цари, которые были вынуждены платить дань, и «дальние» правители, которые признавали Самудрагупту как императора, посылая ему посольства. Первыми подчинились правители гангского бассейна — уничтожив их, Самудрагупта стал правителем территории от Рави на западе до Брахмапутры на востоке и от подножия Гималаев на севере до Нарбада на юге страны. Во второй категории было 12 царьков с территории между Маханади и Годавари. В третью категорию вошло более десятка племенных вождей Ассамы, Мальвы, Гуджарата, Пенджаба, Раджпутаны. Наконец, сакский сатрап западной Индии и кушанский правитель в современных северо-западной Индии и Афганистане платили ему дань. Правитель Шри-Ланки отправил посольство с просьбами обеспечить привилегиями сингальских монахов в Бодхгае.
Самудрагупта ввёл жертвоприношение коня как традиционный символ господства над арийской Индией.

## Внутренняя политика Самудрагупты
Самудрагупта чеканил золотые динары, которые имели 87 процентов содержания золота. На одной из его монет изображено жертвоприношения коня, другая показывает его игру на арфе. Он был талантливым музыкантом, поэтом и человеком, который принимал участие в религиозных дискуссиях. Сохранились архитектурные сооружения, построенные в период его правления. Самудрагупта был сторонником индуизма, но проявлял покровительство другим религиям; один из его главных придворных Васубандху был выдающимся буддийским философом. Осталось мало сведений о его административной системе, но, как свидетельствует вступительная часть позднего яванского текста «Тантрикамандака», он был «идеальным правителем».